# Copa Mundial Femenina de Fútbol Sub-20
La Copa Mundial Femenina de Fútbol Sub-20 es un torneo internacional de selecciones nacionales de fútbol femenino compuestas por jugadoras menores de 20 años. El torneo es organizado cada dos años por la FIFA y surgió en 2002 como derivado de la Copa Mundial Femenina de Fútbol.
Originalmente, el torneo tenía un límite de 19 años de edad, siendo aumentado en 2006 a los actuales veinte. A la fecha, se han jugado diez torneos, siendo campeonas las selecciones de Alemania (3 veces), Estados Unidos (3 veces), Corea del Norte (3 veces), Japón (1 vez) y España (1 vez).

## Historia
Canadá recibió en 2002 la primera edición del "Campeonato Mundial Femenino Juvenil". 47.000 espectadores asistieron al Commonwealth Stadium de Edmonton, para ver la victoria de los Estados Unidos gracias al gol de oro de Lindsay Tarpley, que derrotó a la selección local. La canadiense Christine Sinclair obtuvo el Balón de Oro y la Bota de Oro, premios a la mejor jugadora y mayor goleadora del torneo, respectivamente.
En 2004, Tailandia recibió el torneo, en el cual por segunda vez consecutiva, las campeones vigentes de la Copa Mundial Femenina de mayores obtuvieron el campeonato. En esta oportunidad fue Alemania al vencer 2-0 a China. La estrella del seleccionado de Brasil que obtuvo el cuarto lugar, Marta Vieira da Silva se llevó el Balón de Oro, mientras la canadiense Brittany Timko fue la goleadora del certamen.
En 2006, la edad fue ampliada a los 20 años. Rusia fue la sede del torneo en que por primera vez, Corea del Norte alcanzó un título mundial de fútbol en su historia, al superar a las representantes de China por 5:0.
En 2008 Estados Unidos logró por segunda vez el título de campeón Sub-20 en Chile, venciendo a las campeonas defensoras en la final Corea del Norte por un marcador de 2-1.
En 2010, se disputó la Copa Mundial Femenina de Fútbol Sub-20 de 2010 en Alemania, en donde por primera vez un organizador se llevó el torneo, imponiéndose 2 a 0 Contra Nigeria en la final.
En 2012, le tocó a Japón ser el anfitrión, en esta edición Estados Unidos se titularía por tercera vez, coronándose como el equipo que más veces había ganado la competencia con 3 títulos, enfrentándose justamente con Alemania, ambos equipos compartían el récord de mayores títulos con dos campeonatos, además de haber perdido 3-0 en primera fase y quién a la última derrotaría en la final 1-0.
En 2014, Canadá fue nuevamente sede del torneo, en esta ocasión Alemania conseguiría el tricampeonato, venciendo 1-0 Nigeria y empatando a los Estados Unidos en el palmarés con 3 campeonatos cada una.
En 2016, el país oceánico Papúa Nueva Guinea fue sede del torneo, en esta ocasión Corea del Norte conseguiría por segunda vez en su historia el título, venciendo a Francia 3-1 en la final.
En 2018, Francia fue sede del torneo, en esta ocasión Japón conseguiría por primera vez el campeonato, derrotando 3-1 a España y así, Fuka Nagano cumple su sueño de coronarse campeona del mundo, su nuevo objetivo el mundial de mayores.
En 2020 se iba a realizar la siguiente edición del torneo entre Costa Rica y Panamá, sin embargo, fue cancelado debido a la pandemia de COVID-19. 
Posteriormente en 2022, el torneo volvió a jugarse únicamente en Costa Rica, en esta ocasión España consiguió por primera vez el campeonato, en una repetición de la final de 2018, derrotando 3-1 a Japón. En junio de 2023, el Consejo de la FIFA  designó a Colombia como la sede de la edición del 2024.

## Eliminatorias
A partir de la edición de 2024 participan 24 equipos. A excepción del país anfitrión, los 23 equipos restantes participan en un proceso clasificatorio dentro de cada una de las confederaciones continentales, las cuales organizan diversos torneos juveniles femeninos La distribución de los cupos por confederación es la siguiente:
| Confederación | Eliminatoria                                  | Plazas   |
| ------------- | --------------------------------------------- | -------- |
| AFC           | Campeonato Sub-19 femenino de la AFC          | 4 plazas |
| CAF           | Campeonato Femenino Sub-20 de la CAF          | 4 plazas |
| Concacaf      | Campeonato Femenino Sub-20 de la Concacaf     | 4 plazas |
| Conmebol      | Campeonato Sudamericano Femenino Sub-20       | 4 plazas |
| OFC           | Campeonato Femenino Sub-20 de la OFC          | 2 plazas |
| UEFA          | Campeonato Europeo Femenino Sub-19 de la UEFA | 5 plazas |

## Resultados y estadísticas

### Campeonatos
Esta tabla muestra los principales resultados de la fase final de cada Copa Mundial Femenina de Fútbol Sub-20. Para más información sobre un torneo en particular, véase la página especializada de ella en Detalle.
| Año          | Sede                | Campeona                              | Final Resultado                       | Subcampeona                           | Tercer lugar                          | Resultado                             | Cuarto lugar                          |              |
| ------------ | ------------------- | ------------------------------------- | ------------------------------------- | ------------------------------------- | ------------------------------------- | ------------------------------------- | ------------------------------------- | ------------ |
| 2002 Detalle | Canadá              | Estados Unidos                        | 1:0 (g. o.)                           | Canadá                                | Alemania                              | 1:1 4:3 penales                       | Brasil                                |              |
| 2004 Detalle | Tailandia           | Alemania                              | 2:0                                   | China                                 | Estados Unidos                        | 3:0                                   | Brasil                                |              |
| 2006 Detalle | Rusia               | Corea del Norte                       | 5:0                                   | China                                 | Brasil                                | 0:0 (t. s.) 6:5 penales               | Estados Unidos                        |              |
| 2008 Detalle | Chile               | Estados Unidos                        | 2:1                                   | Corea del Norte                       | Alemania                              | 5:3                                   | Francia                               |              |
| 2010 Detalle | Alemania            | Alemania                              | 2:0                                   | Nigeria                               | Corea del Sur                         | 1:0                                   | Colombia                              |              |
| 2012 Detalle | Japón               | Estados Unidos                        | 1:0                                   | Alemania                              | Japón                                 | 2:1                                   | Nigeria                               |              |
| 2014 Detalle | Canadá              | Alemania                              | 1:0 (t. s.)                           | Nigeria                               | Francia                               | 3:2                                   | Corea del Norte                       |              |
| 2016 Detalle | Papúa Nueva Guinea  | Corea del Norte                       | 3:1                                   | Francia                               | Japón                                 | 1:0                                   | Estados Unidos                        |              |
| 2018 Detalle | Francia             | Japón                                 | 3:1                                   | España                                | Inglaterra                            | 1:1 4:2 penales                       | Francia                               |              |
| 2020 Detalle | Costa Rica y Panamá | Cancelado por la pandemia de COVID-19 | Cancelado por la pandemia de COVID-19 | Cancelado por la pandemia de COVID-19 | Cancelado por la pandemia de COVID-19 | Cancelado por la pandemia de COVID-19 | Cancelado por la pandemia de COVID-19 |              |
| 2022 Detalle | Costa Rica          | España                                | 3:1                                   | Japón                                 | Brasil                                | 4:1                                   | Países Bajos                          |              |
| 2024 Detalle | Colombia            | Corea del Norte                       | 1:0                                   | Japón                                 | Estados Unidos                        | 2:1 (t. s.)                           | Países Bajos                          |              |
| 2026 Detalle | Polonia             | Por disputar                          | Por disputar                          | Por disputar                          | Por disputar                          | Por disputar                          | Por disputar                          | Por disputar |

### Anfitrión por confederación
Actualizado a la edición de Polonia 2026.
| Confederación                            | Sedes |
| ---------------------------------------- | ----- |
| UEFA (Europa)                            | 4     |
| Concacaf (Norte, Centroamérica y Caribe) | 3     |
| AFC (Asia)                               | 2     |
| Conmebol (Sudamérica)                    | 2     |
| OFC (Oceanía)                            | 1     |

### Equipos
La lista a continuación muestra a los 14 equipos que han estado entre los cuatro mejores de alguna edición del torneo. En cursiva, se indica el torneo en que el equipo fue local.
| Equipo          | Campeona             | Subcampeona    | Tercer lugar   | Cuarto lugar   |
| --------------- | -------------------- | -------------- | -------------- | -------------- |
| Alemania        | 3 (2004, 2010, 2014) | 1 (2012)       | 2 (2002, 2008) |                |
| Corea del Norte | 3 (2006, 2016, 2024) | 1 (2008)       |                | 1 (2014)       |
| Estados Unidos  | 3 (2002, 2008, 2012) |                | 2 (2004, 2024) | 2 (2006, 2016) |
| Japón           | 1 (2018)             | 2 (2022, 2024) | 2 (2012, 2016) |                |
| España          | 1 (2022)             | 1 (2018)       |                |                |
| Nigeria         |                      | 2 (2010, 2014) |                | 1 (2012)       |
| China           |                      | 2 (2004, 2006) |                |                |
| Francia         |                      | 1 (2016)       | 1 (2014)       | 2 (2008, 2018) |
| Canadá          |                      | 1 (2002)       |                |                |
| Brasil          |                      |                | 2 (2006, 2022) | 2 (2002, 2004) |
| Corea del Sur   |                      |                | 1 (2010)       |                |
| Inglaterra      |                      |                | 1 (2018)       |                |
| Países Bajos    |                      |                |                | 2 (2022, 2024) |
| Colombia        |                      |                |                | 1 (2010)       |

### Títulos por confederación
Actualizado a la edición de Colombia 2024.
| Confederación                            | Títulos |
| ---------------------------------------- | ------- |
| UEFA (Europa)                            | 4       |
| Concacaf (Norte, Centroamérica y Caribe) | 3       |
| AFC (Asia)                               | 4       |

## Estadísticas

### Tabla estadística
La tabla estadística no refleja la clasificación final de los equipos, sino que muestra el rendimiento de cada selección atendiendo a la ronda final alcanzada. Se asignan 3 puntos por cada victoria, 1 punto por cada empate y 0 puntos por cada derrota. Si en la segunda fase de cada torneo algún partido se define mediante tiros de penal, el resultado se considera como empate. El rendimiento se consigue dividiendo el número de puntos posibles ganando todos los partidos jugados entre el número de puntos obtenidos.
| 1.°                                                                        | Alemania            | 11 | 122 | 56 | 39 | 5  | 12 | 145 | 58 | +87 | 72,61 % | Tercer lugar | Campeón      | 5.°          | Tercer lugar | Campeona     | Subcampeón   | Campeón      | 5.°          | 5.º          | 9.°          | 8.°          |  |
| 2.°                                                                        | Estados Unidos      | 11 | 118 | 57 | 36 | 10 | 11 | 121 | 44 | +73 | 69 %    | Campeón      | Tercer lugar | 4.°          | Campeón      | 5.°          | Campeón      | 5.°          | 4.º          | 9.º          | 11.°         | Tercer lugar |  |
| 3.°                                                                        | Corea del Norte     | 8  | 97  | 43 | 32 | 1  | 10 | 115 | 51 | +64 | 75,19 % |              |              | Campeón      | Subcampeón   | 7.°          | 5.°          | 4.°          | Campeón      | 7.º          |              | Campeón      |  |
| 4.°                                                                        | Japón               | 8  | 88  | 42 | 28 | 4  | 10 | 95  | 44 | +51 | 69,84%  | 7.°          |              |              | 6.°          | 10.°         | Tercer lugar |              | Tercer lugar | Campeón      | Subcampeón   | Subcampeón   |  |
| 5.°                                                                        | Brasil              | 11 | 78  | 49 | 22 | 12 | 15 | 99  | 60 | +39 | 53,06 % | 4.°          | 4.°          | Tercer lugar | 5.°          | 9.°          | 12.°         | 14.°         | 8.°          | 13.º         | Tercer lugar | 6.°          |  |
| 6.°                                                                        | Nigeria             | 11 | 76  | 48 | 22 | 10 | 16 | 77  | 61 | +16 | 52,77 % | 10.°         | 6.°          | 6.°          | 7.°          | Subcampeón   | 4.°          | Subcampeón   | 9.°          | 8.º          | 5.°          | 9.°          |  |
| 7.°                                                                        | Francia             | 9  | 68  | 42 | 20 | 8  | 14 | 81  | 55 | +26 | 53,96 % | 9.°          |              | 7.°          | 4.°          | 12.°         |              | Tercer lugar | Subcampeón   | 4.º          | 6.°          | 11.°         |  |
| 8.°                                                                        | España              | 5  | 50  | 24 | 16 | 2  | 6  | 44  | 22 | +22 | 69,44 % |              | 10.°         |              |              |              |              |              | 6.°          | Subcampeón   | Campeón      | 7.º          |  |
| 9.°                                                                        | Canadá              | 9  | 41  | 33 | 13 | 2  | 18 | 66  | 58 | +8  | 41,41 % | Subcampeón   | 5.°          | 10.°         | 11.°         |              | 11.°         | 6.°          | 15.°         |              | 14.°         | 12.°         |  |
| 10.°                                                                       | China               | 6  | 39  | 24 | 11 | 6  | 7  | 32  | 32 | 0   | 54,17 % |              | Subcampeón   | Subcampeón   | 10.°         |              | 9.°          | 13.°         |              | 10.º         |              |              |  |
| 11.°                                                                       | Corea del Sur       | 7  | 36  | 27 | 11 | 3  | 13 | 30  | 30 | 0   | 44,44 % |              | 9.°          |              |              | Tercer lugar | 7.°          | 8.°          | 11.°         |              | 10.°         | 15.°         |  |
| 12.°                                                                       | México              | 10 | 34  | 35 | 9  | 7  | 19 | 47  | 78 | −31 | 32,38 % | 11.°         |              | 12.°         | 15.°         | 8.°          | 6.°          | 11.°         | 7.°          | 11.º         | 8.°          | 13.°         |  |
| 13.°                                                                       | Colombia            | 3  | 25  | 15 | 7  | 4  | 4  | 17  | 11 | +6  | 55,55 % |              |              |              |              | 4.°          |              |              |              |              | 7.°          | 5.°          |  |
| 14.°                                                                       | Países Bajos        | 3  | 23  | 17 | 7  | 2  | 8  | 28  | 27 | +1  | 45,09 % |              |              |              |              |              |              |              |              | 6.º          | 4.°          | 4.°          |  |
| 15.°                                                                       | Inglaterra          | 5  | 23  | 20 | 5  | 8  | 7  | 29  | 32 | −3  | 38,33 % | 6.°          |              |              | 8.°          | 13.°         |              | 11.°         |              | Tercer lugar |              |              |  |
| 16.°                                                                       | Nueva Zelanda       | 9  | 21  | 28 | 5  | 6  | 17 | 30  | 63 | −33 | 25 %    |              |              | 13.°         | 9.°          | 14.°         | 10.°         | 7.°          | 12.°         | 14.º         | 13.°         | 22.°         |  |
| 17.°                                                                       | Ghana               | 7  | 18  | 21 | 5  | 3  | 13 | 20  | 56 | −36 | 28,57 % |              |              |              |              | 11.°         | 14.°         | 9.°          | 13.°         | 12.º         | 15.°         | 17.°         |  |
| 18.°                                                                       | Australia           | 5  | 14  | 17 | 4  | 2  | 11 | 21  | 32 | −11 | 27,45 % | 5.°          | 7.°          | 9.°          |              |              |              |              |              |              | 12.°         | 20.°         |  |
| 19.°                                                                       | Suecia              | 2  | 11  | 7  | 3  | 2  | 2  | 13  | 9  | +4  | 52,38 % |              |              |              |              | 6.°          |              |              | 10.°         |              |              |              |  |
| 20.°                                                                       | Noruega             | 2  | 9   | 7  | 3  | 0  | 4  | 12  | 17 | −5  | 42,86 % |              |              |              | 12.°         |              | 8.°          |              |              |              |              |              |  |
| 21.°                                                                       | Rusia               | 2  | 8   | 8  | 2  | 2  | 4  | 11  | 18 | −7  | 33,33 % |              | 8.°          | 8.°          |              |              |              |              |              |              |              |              |  |
| 22.°                                                                       | Argentina           | 4  | 8   | 13 | 2  | 2  | 9  | 14  | 48 | −34 | 20,51 % |              |              | 11.°         | 13.°         |              | 16.°         |              |              |              |              | 16.°         |  |
| 23.°                                                                       | Austria             | 1  | 6   | 4  | 2  | 0  | 2  | 7   | 9  | –2  | 50 %    |              |              |              |              |              |              |              |              |              |              | 10.º         |  |
| 24.°                                                                       | Paraguay            | 3  | 6   | 9  | 2  | 0  | 7  | 5   | 31 | –26 | 22,22 % |              |              |              |              |              |              | 10.°         |              | 16.º         |              | 18.º         |  |
| 25.°                                                                       | Camerún             | 1  | 4   | 4  | 1  | 1  | 2  | 5   | 6  | –1  | 33,33 % |              |              |              |              |              |              |              |              |              |              | 14.º         |  |
| 26.°                                                                       | Dinamarca           | 1  | 3   | 4  | 1  | 0  | 3  | 5   | 12 | −7  | 25 %    | 8.°          |              |              |              |              |              |              |              |              |              |              |  |
| 27.°                                                                       | Italia              | 2  | 2   | 6  | 0  | 2  | 4  | 4   | 12 | −8  | 11,11 % |              | 11.°         |              |              |              | 13.°         |              |              |              |              |              |  |
| 28.°                                                                       | Venezuela           | 2  | 1   | 6  | 0  | 1  | 5  | 5   | 18 | −13 | 16,66 % |              |              |              |              |              |              |              | 14.°         |              |              | 19.°         |  |
| 29.°                                                                       | Haití               | 1  | 0   | 3  | 0  | 0  | 3  | 3   | 6  | –3  | 0 %     |              |              |              |              |              |              |              |              | 15.º         |              |              |  |
| 30.°                                                                       | Chile               | 1  | 0   | 3  | 0  | 0  | 3  | 3   | 8  | −5  | 0 %     |              |              |              | 14.°         |              |              |              |              |              |              |              |  |
| 31.°                                                                       | Marruecos           | 1  | 0   | 3  | 0  | 0  | 3  | 0   | 6  | −6  | 0 %     |              |              |              |              |              |              |              |              |              |              | 21.°         |  |
| 32.°                                                                       | Finlandia           | 2  | 0   | 6  | 0  | 0  | 6  | 5   | 19 | −14 | 0 %     |              |              | 15.°         |              |              |              | 15.°         |              |              |              |              |  |
| 33.°                                                                       | China Taipéi        | 1  | 0   | 3  | 0  | 0  | 3  | 1   | 15 | −14 | 0 %     | 12.°         |              |              |              |              |              |              |              |              |              |              |  |
| 34.°                                                                       | Rep. Dem. del Congo | 2  | 0   | 6  | 0  | 0  | 6  | 2   | 19 | −17 | 0 %     |              |              | 14.°         | 16.°         |              |              |              |              |              |              |              |  |
| 35.°                                                                       | Tailandia           | 1  | 0   | 3  | 0  | 0  | 3  | 0   | 18 | −18 | 0 %     |              | 12.°         |              |              |              |              |              |              |              |              |              |  |
| 36.°                                                                       | Papúa Nueva Guinea  | 1  | 0   | 3  | 0  | 0  | 3  | 1   | 22 | −21 | 0 %     |              |              |              |              |              |              |              | 16.°         |              |              |              |  |
| 37.°                                                                       | Fiyi                | 1  | 0   | 3  | 0  | 0  | 3  | 0   | 29 | −29 | 0 %     |              |              |              |              |              |              |              |              |              |              | 24.°         |  |
| 38.°                                                                       | Suiza               | 3  | 0   | 9  | 0  | 0  | 9  | 3   | 33 | −30 | 0 %     |              |              | 16.°         |              | 16.°         | 15.°         |              |              |              |              |              |  |
| 39.°                                                                       | Costa Rica          | 4  | 0   | 12 | 0  | 0  | 12 | 5   | 44 | −39 | 0 %     |              |              |              |              | 15.°         |              | 16.°         |              |              | 16.°         | 23.°         |  |
| Actualizado al finalizar la Copa Mundial Femenina de Fútbol Sub-20 de 2024 |                     |    |     |    |    |    |    |     |    |     |         |              |              |              |              |              |              |              |              |              |              |              |  |

### Goleadoras (Bota de Oro)
| Copa Mundial            | Goleadora          | Equipo          | Goles |
| ----------------------- | ------------------ | --------------- | ----- |
| Canadá 2002             | Christine Sinclair | Canadá          | 10    |
| Tailandia 2004          | Brittany Timko     | Canadá          | 7     |
| Rusia 2006              | Ma Xiaoxu          | China           | 5     |
| Chile 2008              | Sydney Leroux      | Estados Unidos  | 5     |
| Alemania 2010           | Alexandra Popp     | Alemania        | 10    |
| Japón 2012              | Kim Un Hwa         | Corea del Norte | 7     |
| Canadá 2014             | Asisat Oshoala     | Nigeria         | 7     |
| Papúa Nueva Guinea 2016 | Mami Ueno          | Japón           | 5     |
| Francia 2018            | Patricia Guijarro  | España          | 6     |
| Costa Rica 2022         | Inma Gabarro       | España          | 8     |
| Colombia 2024           | Choe Il-son        | Corea del Norte | 6     |

### Mejor jugadora (Balón de Oro)
| Copa Mundial            | Ganadora           | Equipo          |
| ----------------------- | ------------------ | --------------- |
| Canadá 2002             | Christine Sinclair | Canadá          |
| Tailandia 2004          | Marta              | Brasil          |
| Rusia 2006              | Ma Xiaoxu          | China           |
| Chile 2008              | Sydney Leroux      | Estados Unidos  |
| Alemania 2010           | Alexandra Popp     | Alemania        |
| Japón 2012              | Dzsenifer Marozsán | Alemania        |
| Canadá 2014             | Asisat Oshoala     | Nigeria         |
| Papúa Nueva Guinea 2016 | Hina Sugita        | Japón           |
| Francia 2018            | Patricia Guijarro  | España          |
| Costa Rica 2022         | Maika Hamano       | Japón           |
| Colombia 2024           | Choe Il-son        | Corea del Norte |

### Premio al juego limpio
| Copa Mundial            | Equipo                |
| ----------------------- | --------------------- |
| Canadá 2002             | Japón                 |
| Tailandia 2004          | Estados Unidos        |
| Rusia 2006              | Corea del Norte Rusia |
| Chile 2008              | Estados Unidos        |
| Alemania 2010           | Corea del Sur         |
| Japón 2012              | Japón                 |
| Canadá 2014             | Canadá                |
| Papúa Nueva Guinea 2016 | Japón                 |
| Francia 2018            | Japón                 |
| Costa Rica 2022         | Japón                 |
| Colombia 2024           | Japón                 |

### Guante de Oro
| Copa Mundial            | Ganadora         | Equipo         |
| ----------------------- | ---------------- | -------------- |
| Chile 2008              | Alyssa Naeher    | Estados Unidos |
| Alemania 2010           | Bianca Henninger | Estados Unidos |
| Japón 2012              | Laura Benkarth   | Alemania       |
| Canadá 2014             | Meike Kämper     | Alemania       |
| Papúa Nueva Guinea 2016 | Mylène Chavas    | Francia        |
| Francia 2018            | Sandy MacIver    | Inglaterra     |
| Costa Rica 2022         | Txell Font       | España         |
| Colombia 2024           | Femke Liefting   | Países Bajos   |

### Gol del torneo
| Copa Mundial            | Equipo         | Anotó el gol       | Rival           |
| ----------------------- | -------------- | ------------------ | --------------- |
| Chile 2008              | Estados Unidos | Alex Morgan        | Corea del Norte |
| Alemania 2010           | Colombia       | Yoreli Rincón      | Suecia          |
| Japón 2012              | México         | Olivia Jiménez     | Suiza           |
| Canadá 2014             | Finlandia      | Sini Laaksonen     | Corea del Norte |
| Papúa Nueva Guinea 2016 | Francia        | Delphine Cascarino | Alemania        |
| Francia 2018            | México         | Jacqueline Ovalle  | Brasil          |

### Mayores asistencias durante la historia de los torneos
| Año  | Asistencia | Promedio |
| ---- | ---------- | -------- |
| 2024 | 375 841    | 7,228    |
| 2010 | 373,800    | 12,418   |
| 2012 | 307,348    | 9,605    |
| 2002 | 295,133    | 11,351   |
| 2014 | 288,558    | 9,017    |
| 2004 | 288,324    | 11,089   |
| 2008 | 252,358    | 7,886    |
| 2022 | 174,650    | 5,458    |
| 2016 | 159,099    | 4,972    |
| 2018 | 75,748     | 2,367    |
| 2006 | 52,630     | 1,645    |